# Narancshomlokú denevérpapagáj
A narancshomlokú denevérpapagáj (Loriculus aurantiifrons) a madarak osztályának papagájalakúak (Psittaciformes) rendjébe és a szakállaspapagáj-félék (Psittaculidae) családjába tartozó faj.

## Előfordulása
Indonézia és Pápua Új-Guinea területén honos, szubtrópusi és trópusi esőerdők lakója.